# 日唐貿易
日唐貿易（にっとうぼうえき）とは、日本と唐の間で行われた貿易関係のこと。

## 概要

### 朝貢貿易の側面
この時代の貿易は遣唐使に付随して行われる朝貢貿易（朝貢に対する回賜・購入）が主であったが、必ずしも民間の交易船が存在しなかったことを意味するものではない。例えば、養老令の関市令には外蕃に対する無条件の国家による先買権の存在が記されているからである。ただし、この規定は、都に来た外国使節との取引を前提としたもので、民間貿易を前提にしたものではないという解釈もある（後述）。
ただし、唐の衛禁律には公使（国家による外交使節）以外の出入国は禁止されており、新羅や日本もその例に倣っていたと考えられている。このため、海舶互市（海商による民間貿易）が成立する余地がなかった。その後、8世紀後半（日本の奈良時代後期にあたる）に唐が公使でなくても国が出した公験・過所を持つ者の入出国を認めて、海舶互市を公認するようになった。新羅も程なくこの方針に倣ったが、日本だけは11世紀後半（平安時代後期にあたる）まで原則を改めることはなかったため、遣唐使が廃止されると日本人が海外に出ることは原則としては禁止された。一方、唐や新羅が海舶互市を認めたことで、日本の大宰府にもこれらの商船が現れるようになると日本の朝廷は困惑した状況に置かれることになる。前述のように日本は依然として公使以外の出入国を認めない＝海舶互市を認めない方針を取っていたため、海舶互市を管理する機関を設置することはなかった。また、『延喜式』の関市令の解釈も大蔵省や内蔵寮及びその属官の関与を前提としており、国家による先買権もやはり都における取引を想定して海舶互市などの民間貿易に否定的であったとみる見解がある。従って、実際に大宰府に来航した外国商船に対しては大宰府に認められていた権限の一つである「帰化」の規定を援用した対応を取った。また、実際に貿易統制を始まるのは9世紀に入ってからであったが、それも公使である筈の渤海使が商客化したことが影響していた。
遅くとも奈良時代後期には民間による貿易関係は成立していたとされ、新羅・渤海などを中継した貿易関係も存在したと考えられている。歴史上において、円仁の入唐は求法を助けた新羅商人張保皐・金珍の存在が知られ、彼らは日本・新羅・唐の三国間交易に従事していた。また、菅原道真が遣唐使廃止について上奏した「請令諸公卿議定遣唐使進止状」（『菅家文章』）にも在唐中の僧侶が唐の商人に道真への手紙を託したことが記されている。更に今日かつての平安京からは当時の唐物の代表的商品である中国製陶器が多数発掘されており、遣唐使の減少にもかかわらず平安遷都以後においても中国から大量の陶器が流入しており、それらの多くは民間の商人の手によってもたらされていたと考えられている。
実際において唐など外国からの使者や商人などの来航者を乗せた船が九州に到着すると、大宰府から朝廷に報告が出され、これに対して、朝廷では大宰府に命じて来航者を博多津に置かれていた鴻臚館などの施設に引き止めて手厚く待遇し、弁官や蔵人を唐物使に任じて寄港地に派遣し、あるいはあらかじめ朝廷から送られた希望商品の明細に基づいて大宰府の官人が直接来航者と交渉・購入する形での国家による先買権の行使を行っていた。にもかかわらず、情報を入手した中央の貴族が家来や商人に命じて大宰府よりも先に来航者と接触して交易を行う例がしばしば見られた。朝廷はこうした振る舞いを国家の先買権を犯すものとして禁令を出したが、禁令を制定する貴族が唐物に対する欲求からこうした違反行為を行った例が多かったために効果は乏しかった。やがて、博多津などを中心とする九州北部沿岸に唐や新羅商人による交易場が形成されるようになっていった。また、大宰府の官人など取り締まる側もこうした交易に参画するようになった。例えば、張保皐と接触を持っていた筑前守文室宮田麻呂が代表的な例と言える。
遣唐使などの記録を見ると、日本より唐に対しては銀や織物、糸や布が輸出され、唐より織物や香料、薬品、仏具、経典・書籍などが輸入されたことが知られ、更にシルクロードを経由した西域の商品もあった。日本へ輸出した唐物の一端は東大寺正倉院の宝物や『日本国見在書目録』から推定可能である。

### 民間貿易の発展
9世紀に入り唐の安史の乱以後、国家の統制下ではあるが民間の海外渡航・貿易が許されるようになった（新羅に関しても同様）。日本国内の諸事情や、唐の衰微による政治的意義の相対的低下、唐や新羅の民間貿易商船が大発展し、文物請来は商船の移動に大きく依拠するなど、民間貿易が発展する一方で遣唐使船は衰退し、やがて廃止された。これにより日本と中国、朝鮮間の貿易は民間貿易が主体となり日本側で九州太宰府が貿易船を統制する役割を帯びた。この構造は次代の日宋貿易・日麗貿易に引き継がれる。